# Selysioneura rangifera
Selysioneura rangifera är en trollsländeart som beskrevs av Maurits Anne Lieftinck 1959. Selysioneura rangifera ingår i släktet Selysioneura och familjen Isostictidae. Inga underarter finns listade i Catalogue of Life.